# 比斯科灣
比斯科灣（英語：Biscoe Bay）是南極洲的海灣，位於帕默群島，處於比斯科角以北的昂韋爾島西南岸，由比利時探險隊繪入地圖，現時由南極條約體系管理。